# 村松郁延
村松 郁延（むらまつ いくのぶ、1946年 - ）は、日本の薬理学者（生物系薬学・薬理学一般）。学位は医学博士（京都大学・1977年）。福井大学名誉教授、福井県立大学医学部客員教授、金沢医科大学医学部客員教授。
京都大学医学部講師、福井医科大学→福井大学医学部教授、福井大学医学図書館館長、福井大学ライフサイエンスイノベーション推進機構機構長などを歴任した。

## 概要
静岡県磐田郡浅羽町（現・袋井市）出身の生理学者である。生物系薬学や薬理学一般を専門としており、アドレナリン受容体やムスカリン受容体の研究で知られている。アドレナリン受容体の「α1L」表現型を史上初めて発見するとともに、α1L表現型の存在を確認する技法を開発した。さらに新薬の開発に応用し、α1L表現型を標的とする排尿障害治療薬の開発に取り組んだ。これらの研究成果は、前立腺肥大に伴う排尿困難に対する治療薬「シロドシン」の開発に繋がることになった。さらに、単一の受容体遺伝子から複数の表現型が発現することを、世界で初めて発見した。この受容体表現型の薬物感受性の差異に着目し、表現型薬理学の概念を提唱した。なお、京都大学医学部の助手、講師、福井医科大学医学部の助教授、教授を経て、福井大学医学部の教授として教鞭を執った。福井大学では、医学図書館の館長、ライフサイエンスイノベーション推進機構の機構長など要職を歴任した。

## 来歴

### 生い立ち
1946年、現在の袋井市にて生まれた。村松が生まれた地には、幸浦村、東浅羽村、西浅羽村、上浅羽村の合併により、1955年に浅羽町が設置された。村松はこの浅羽町にて少年時代を過ごした。静岡薬科大学に進学すると、薬学部の薬学科にて学んだ。1969年、静岡薬科大学を卒業した。その後は静岡薬科大学の大学院に進学し、薬学研究科にて学んだ。1972年、静岡薬科大学の大学院における修士課程を修了した。それに伴い、薬学修士の学位を取得した。さらに京都大学の大学院に進学し、医学研究科にて学んだ。1977年、京都大学の大学院における博士課程を修了した。それに伴い、医学博士の学位を取得した。

### 研究者として
1978年、母校である京都大学に採用され、医学部にて助手に就任した。1981年には、京都大学にて医学部の講師に昇任した。1982年、福井医科大学に転じ、医学部の助教授に就任した。1995年には、福井医科大学にて医学部の教授に昇任した。なお、2003年に福井医科大学は福井大学に統合されたため、それに伴い同年より福井大学の医学部の教授となった。福井大学においては、教鞭を執る傍らでさまざまな役職を兼務した。2004年から医学図書館の館長を兼務し、2006年からは医学科の学科長を兼務し、2008年からライフサイエンスイノベーション推進機構の機構長を兼務するなど、福井大学の要職を歴任した。2012年、福井大学を定年退職した。同年、福井大学より名誉教授の称号が贈られた。なお、福井大学の子どものこころの発達研究センターにおいては、同年より特命教授として引き続き研究にあたった。また、2014年からは、金沢医科大学、および、福井県立大学において、それぞれ客員教授を務めた。

## 研究
専門は生理学であり、生物系薬学や薬理学一般といった薬学や医学にかかわりの深い分野について研究していた。具体的には、細胞の受容体の構造や機能を研究しており、人体の特定部位の受容体にのみ作用する効果的な医薬品の開発を目指していた。特に、アドレナリン受容体やムスカリン受容体に関する研究業績や、表現型薬理学を提唱したことで知られている。
1988年からは、排尿障害の治療薬の開発に取り組んだ。従前の治療では、尿道を制御するアドレナリン受容体の「α1A」表現型にはたらきかける治療薬が用いられていたが、十分な効果が上がっていなかった。そのため、村松はα1A表現型以外にも尿道を制御する未知の受容体が存在すると予想し、長年に渡って研究を続けてきた。ただ、未知の受容体の存在を確認する技術を誰も開発することができず、そもそも未知の受容体など存在しないというのが当時の定説となっていた。しかし、村松は四半世紀を費やして、既知の受容体とは別の受容体である「α1L」表現型を世界で初めて発見するとともに、α1L表現型の存在を確認する手法を確立した。この研究成果は、のちにα1L表現型にはたらきかける新薬の開発に繋がることになった。その結果、前立腺肥大に伴う排尿困難の治療薬「シロドシン」が開発され、2006年より日本やアメリカ合衆国で販売されるとともに、欧州連合でも承認を得るなど、この新薬は世界各国で用いられるようになった。
なお、この研究の過程において、アドレナリン受容体のα1A遺伝子から、α1A表現型とα1L表現型の双方が発現することを発見している。単一の受容体遺伝子から複数の表現型が発現することを発見したのは世界で初めてであり、単一の受容体遺伝子からは単一の表現型しか発現しないという従来の定説を覆すものであった。表現型が異なれば薬物に対する感受性も異なるため、この表現型に着目して薬物治療を図る学問として「表現型薬理学」を提唱した。
また、中枢神経系についての研究では、ムスカリン受容体の「M1」サブタイプが細胞膜のみならず細胞内にも発現しており、記憶や学習といった高次の脳機能に対してそれらが各々別々に関与していることを明らかにした。この研究成果により、細胞内の受容体にはたらきかけるアルツハイマー病治療薬の開発が示唆された。
なお、「平滑筋における神経効果器機構の研究」の業績が評価され、1986年3月に日本薬理学会学術奨励賞が授与されている。また、「α1アドレナリン受容体の表現型薬理学の確立と排尿障害治療薬への応用」の業績が評価され、2012年2月7日に福井県知事西川一誠から福井県科学学術大賞が授与されている。さらに、「受容体の表現型薬理学に関する研究および新薬開発への応用」の業績が評価され、2016年7月17日に静薬学友会賞が授与されている。そのほか、1991年にはかなえ医学奨励賞が授与されている。
学術団体としては、日本薬理学会、日本薬学会、日本平滑筋学会、日本脈管学会、日本眼薬理学会、日本心脈管作動物質学会、日本自律神経学会、日本生理学会、日本循環器学会、などに所属した。

## 人物
薬理学
生物系薬学や薬理学一般といった薬理学にかかわる分野を専攻しているが、薬理学の特徴について「臨床現場ではこの薬がここに効くことまでしか考えないが、薬理学はなぜ効くのかそのメカニズムまで踏み込む」と説明している。そのうえで、薬理学の魅力について「臨床の原点を学ぶことができる点で薬理学は必要」と説明し、その必要性を訴えている。
福井県
福井医科大学や福井大学に奉職するなど、長年に渡って福井県で活動してきた。2012年には福井県知事から福井県科学学術大賞を授与されているが、この賞は「福井県内において科学技術の開発または学術研究に携わり、本県の発展に大きく貢献された方を顕彰する」ために制定された賞である。受賞した際には「福井へ来て30年、この研究には基礎研究に20年を費やした。応用され、治療薬となったことは非常に幸運だった」と述べたうえで「今後も県民のみなさんの生活の質の向上を目指し、新薬の開発とともに研究では新しい概念を世界に広げたい」と語るなど、福井県民へのさらなる貢献に意欲を見せた。

## 略歴
- 1946年 - 静岡県磐田郡にて誕生。
- 1969年 - 静岡薬科大学薬学部卒業。
- 1972年 - 静岡薬科大学大学院薬学研究科修士課程修了。
- 1977年 - 京都大学大学院医学研究科博士課程修了。
- 1978年 - 京都大学医学部助手。
- 1981年 - 京都大学医学部講師。
- 1982年 - 福井医科大学医学部助教授。
- 1995年 - 福井医科大学医学部教授。
- 2003年 - 福井大学医学部教授。
- 2004年 - 福井大学医学図書館館長。
- 2006年 - 福井大学医学部医学科学科長。
- 2008年 - 福井大学ライフサイエンスイノベーション推進機構機構長。
- 2012年 - 福井大学名誉教授。
- 2012年 - 福井大学子どものこころの発達研究センター特命教授。
- 2014年 - 金沢医科大学客員教授。
- 2014年 - 福井県立大学客員教授。

## 賞歴
- 1986年 - 日本薬理学会学術奨励賞。
- 2012年 - 福井県科学学術大賞。
- 2016年 - 静薬学友会賞。
- 2025年 - 瑞宝中綬章[13][14]

## 著作

### 分担執筆、寄稿、等
- 遠藤政夫ほか編著『医科薬理学』改訂4版、南山堂、2005年。ISBN 4525140445

### 註釈
1. ↑  なお、浅羽町は、2005年に旧袋井市と対等合併し、袋井市が設置された。
2. ↑  なお、静岡薬科大学は、1987年に静岡女子大学、静岡女子短期大学と統合され、静岡県立大学に改組された。